# Če-cung
Če-cung (čínsky pchin-jinem Zhézōng, znaky 哲宗; 4. ledna 1076 – 23. února 1100), vlastním jménem Čao Jung (čínsky pchin-jinem Zhào Yōng, znaky zjednodušené 赵佣, tradiční 趙傭), od roku 1085 Čao Sü (čínsky pchin-jinem Zhào Xù, znaky zjednodušené 赵煦, tradiční 趙煦) z dynastie Sung v letech 1085–1100 vládl čínské říši Sung. Nástoupil po svém otci, císaři Šen-cungovi.

## Život
Če-cung (Če-cung je chrámové jméno, které znamená „Moudrý předek“) byl synem císaře Šen-cunga. Císařem se stal v devíti letech po smrti otce, vládla za něj císařovna vdova Kao. Za jejího regentství získala ve vládě převahu konzervativnější skupina kolem S'-ma Kuanga, která zvrátila reformy zavedené předešlou vládou Wang An-š'a. Až po úmrtí císařovny vdovy roku 1093 byl Če-cung schopen převzít moc, odvolat S'-ma Kuanga a znovuzavést Wangova opatření.
Císař snížil daně, přerušil rozhovory s tangutským státem Západní Sia a válkou přinutil Tanguty k pokornějším postojům. Celkově Če-cungova vláda posílila zemi, nicméně přetrvávaly rozbroje mezi konzervativním a reformním křídlem vlády, které oslabovaly stát.
Če-cung zemřel roku 1100 v Kchaj-fengu ve čtyřiadvaceti letech, následoval ho mladší bratr Chuej-cung.

## Rodina
Hodnost císařovny držela od roku 1092 první manželka Če-cunga příjmením Meng (孟, 1073–1131), posmrtným jménem císařovna Čao-cch’ šeng-sien (昭慈聖獻皇后, od roku 1133), císařovnou se roku 1099 stala i paní Liou (刘, 1078–1113), císařovna Čao-chuaj (昭怀皇后). Celkem měl Če-cung devět žen, které mu daly jediného syna a čtyři dcery.
- Če-cungův syn Čao Mao (赵茂, 1099–1099), korunní princ Sien-min (献愍太子), zemřel ve věku šesti týdnů.